# Wolfgang Grundmann
Wolfgang Grundmann (nascut l'1 de juny de 1948) és un activista polític alemany, exmilitant de la primera generació de la Fracció de l'Exèrcit Roig (RAF). Per la seva pertinença a l'organització armada va ser empresonat entre 1972 i 1976.

## Trajectòria
Grundmann va créixer a la ciutat alemanya de Marburg, a l'estat de Hessen. Durant la seva estada a la ciutat com a estudiant, va formar part del Black Aid, un grup anarquista fundat el 1971 per donar suport als companys anarquistes empresonats. A la tardor de 1971, Gudrun Ensslin el va reclutar a ell i a la seva xicota Ingeborg Barz per a la RAF.
El 2 de març de 1972 va ser arrestat a Hamburg, juntament amb un altre membre de la RAF, Manfred Grashof. La policia va rebre una indicació que assenyalava l'existència d'un apartament conspirador a Heimhuder Strasse, 82. Després que els agents de policia no hi trobessin ningú, van esperar darrere de la porta tancada de l'apartament. Quan Grundmann i Grashof hi van voler entrar, cap a les 22:45 hores, es van enfrontar als agents de policia amb les pistoles a la mà. Hi va haver un intercanvi de foc en què Grashof va disparar a Hans Eckhardt, l'inspector en cap de la comissió especial de la policia (SoKo) denominada «Baader/Meinhof», amb dues bales expansives («bales dum-dum»): una a l'espatlla i l'altra a l'estómac. Les puntes d'aquestes bales s'havien deformat i van provocar enormes ferides. El mateix Grashof va ser ferit de trets instants abans de ser arrestat juntament amb Wolfgang Grundmann, que no va oferir resistència. En un inici, Grashof i Eckhardt van compartir habitació a l'hospital on van ingressar, però la intermediació de l'esposa de l'oficial de policia va posar fi a la incòmoda situació. Finalment, Eckhardt no va sobreviure a les ferides després d'un coma de vint dies amb breus moments de consciència i un gran dolor.
El judici contra Grundmann es va iniciar el 2 de setembre de 1975 a la Quarta Sala Penal del Tribunal de Districte de Kaiserslautern. L'objecte d'aquests procediments eren diverses denúncies, amb l'acusació contra Grundmann, però també contra Grashof i, un tercer membre de la RAF, Klaus Jünschke. Grundmann va estar representat per 15 advocats defensors, la qual cosa va contribuir significativament al fet que l'any 1977 es modifiqués el Codi de Procediment Penal de manera que un acusat només pogués designar un màxim de tres advocats defensors. La sentència va ser de quatre anys de presó per a Grundmann i presó perpètua per a Grashof i Jünschke.
L'octubre de 1976 va ser posat en llibertat mentre el procediment judicial encara continuava. Les ordres de detenció existents contra ell s'havien aixecat prèviament perquè, segons el tribunal, ja no hi havia cap sospita urgent de delicte. No obstant això, el 2 de juny de 1977 ser condemnat a quatre anys de presó per pertinença a una organització criminal. Com que, abans del seu alliberament el 1976, ja havia estat empresonat durant quatre anys i mig, va rebre una indemnització. Durant la seva estada a la presó es va distanciar de l'organització armada.
Grundmann, que viu com a restaurador al districte de Weidenhausen, a Marburg, va ser escollit com a representant electe al consell local del districte per alPartit Socialdemòcrata d'Alemanya (SPD) a les eleccions locals de Hesse de 2016. Entre 2016 i 2019 també va ser l'alcalde d'aquest districte.

## A la cultura popular
En el documental de 2001 Black Box BRD d'Andres Veiel, Grundmann va ser un dels interlocutors del llargmetratge.
A l'àlbum Antilopen Geldwäsche Sampler 1, que es va publicar a finals de 2021, el grup musical Antilopen Gang va gravar la cançó Wer hat uns verraten? («Qui ens va trair?») sobre la vida de «Wolfgang G».